# Ambystoma mexicanum
El ajolote (Ambystoma mexicanum) es una especie de anfibio caudado de la familia de los ambistomátidos relacionado con la salamandra tigre. Fue descrito originalmente por George Kearsley Shaw y Frederick Polydore Nodder bajo el sinónimo de Gyrinus mexicanus. Es endémico del sistema lacustre de la Cuenca de México y ha tenido una gran influencia en la cultura mexicana. Se encuentra en peligro crítico de extinción por la pérdida de hábitat, introducción de peces depredadores exóticos, sobreexplotación, contaminación, venta ilegal para el tráfico de mascotas y su consumo como alimento. Es una especie neoténica, es decir, puede alcanzar la madurez sexual reteniendo sus características larvarias, es decir, no completando el proceso de metamorfosis al contrario que la mayoría de los anfibios.

## Taxonomía
Los ajolotes se clasifican dentro de la familia de los ambistomátidos. Inicialmente se les denominó Gyrinus mexicanus, pero en la actualidad pertenecen al género Ambystoma. También en un principio se les confundió con larvas de la salamandra tigre (Ambystoma tigrinum) que no hubieran experimentado la metamorfosis. Sin embargo, hoy se les reconoce como especies distintas. El nombre común de la especie deriva del náhuatl āxōlōtl (pronunciación: [aːˈʃoːloːtɬ]ⓘ), término compuesto a su vez por atl (‘agua’) y xōlōtl (‘animal, monstruo’), significando en conjunto ‘animal acuático’ o ‘monstruo de agua’.

## Descripción

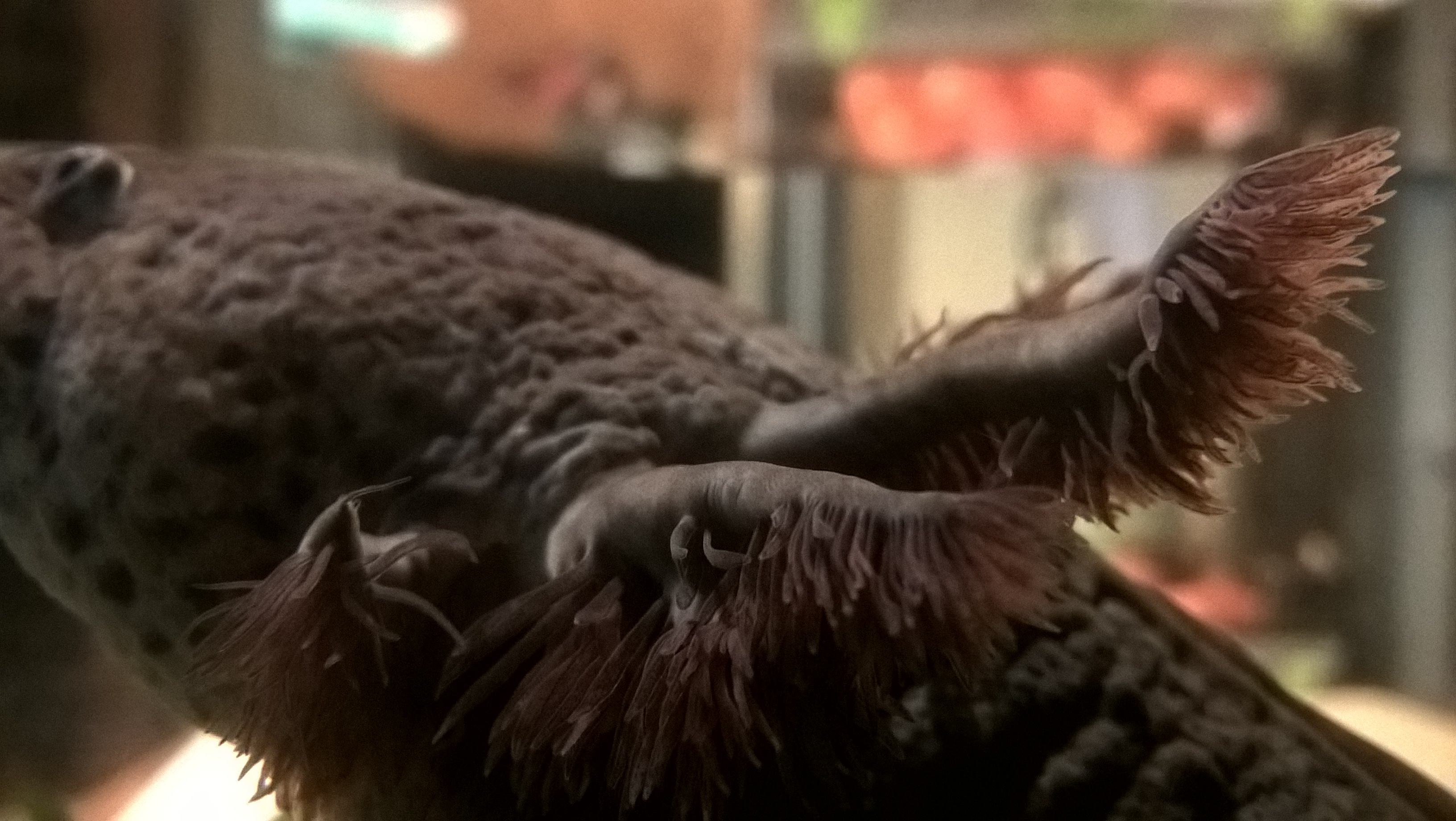
Branquias de un ajolote hipermelanístico, o ajolote negro.

Un ajolote adulto, a la edad de dieciocho a veintisiete meses, tiene una longitud entre 15 y 35 cm, siendo más común que tengan un tamaño cercano a los 23 cm y es raro que lleguen a medir más de 30 cm. Los ajolotes poseen características típicas de los renacuajos y las salamandras, que incluyen tres pares de branquias externas y una aleta caudal que se extiende desde detrás de la cabeza hasta la cloaca. Las branquias externas generalmente se pierden cuando las salamandras maduran hasta la edad adulta, pero el ajolote puede mantener esta característica (branquias externas); esto se debe a la evolución neoténica, en donde los ajolotes están mucho más adaptados al agua que otras especies de salamandras.
Las cabezas de los ajolotes son anchas y sus ojos no tienen párpados. Sus extremidades están subdesarrolladas y poseen dedos largos y delgados. Los machos se identifican por sus cloacas hinchadas, mientras que las hembras se destacan por sus cuerpos más anchos. Tres pares de tallos branquiales externos se originan detrás de sus cabezas. Su utilidad es mover y oxigenar el agua. Las ramas branquiales externas están revestidas de filamentos para aumentar el área de intercambio de gases.
Los ajolotes tienen dientes vestigiales apenas visibles. El principal método de alimentación es por succión, durante la cual las hendiduras branquiales se cierran. Las branquias externas se usan para la respiración, aunque también para el bombeo bucal, que consiste en tragar aire de la superficie para proporcionar oxígeno a los pulmones.

### Alimentación
Su dieta es muy variada y en vida silvestre incluye pequeños peces, alevines y acociles. En cautiverio, se les alimenta comúnmente con gusanos tubifex, lombrices de tierra, larvas de tenebrios, y otros gusanos.

### Coloración

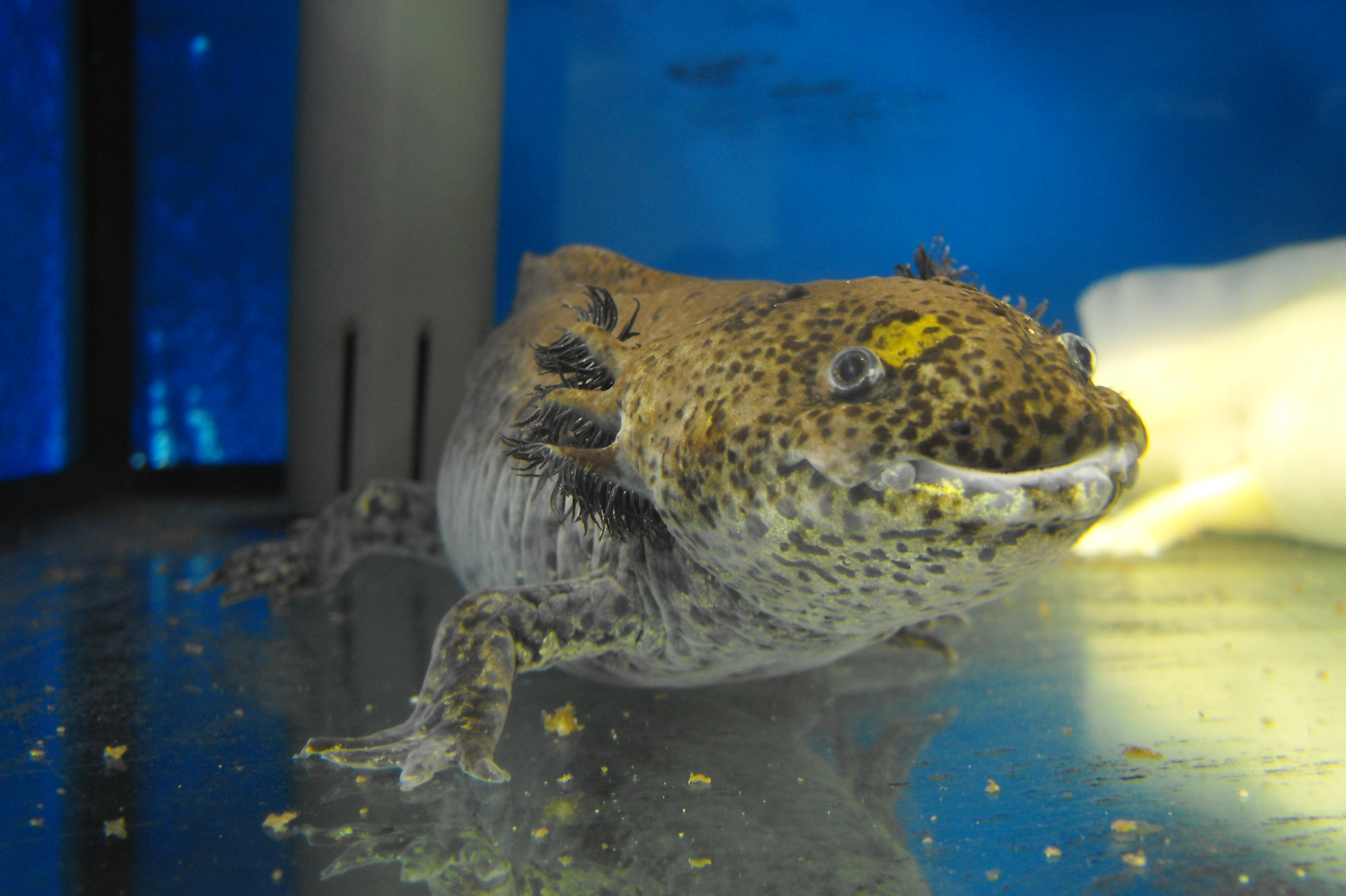
Un ajolote con coloración típica.

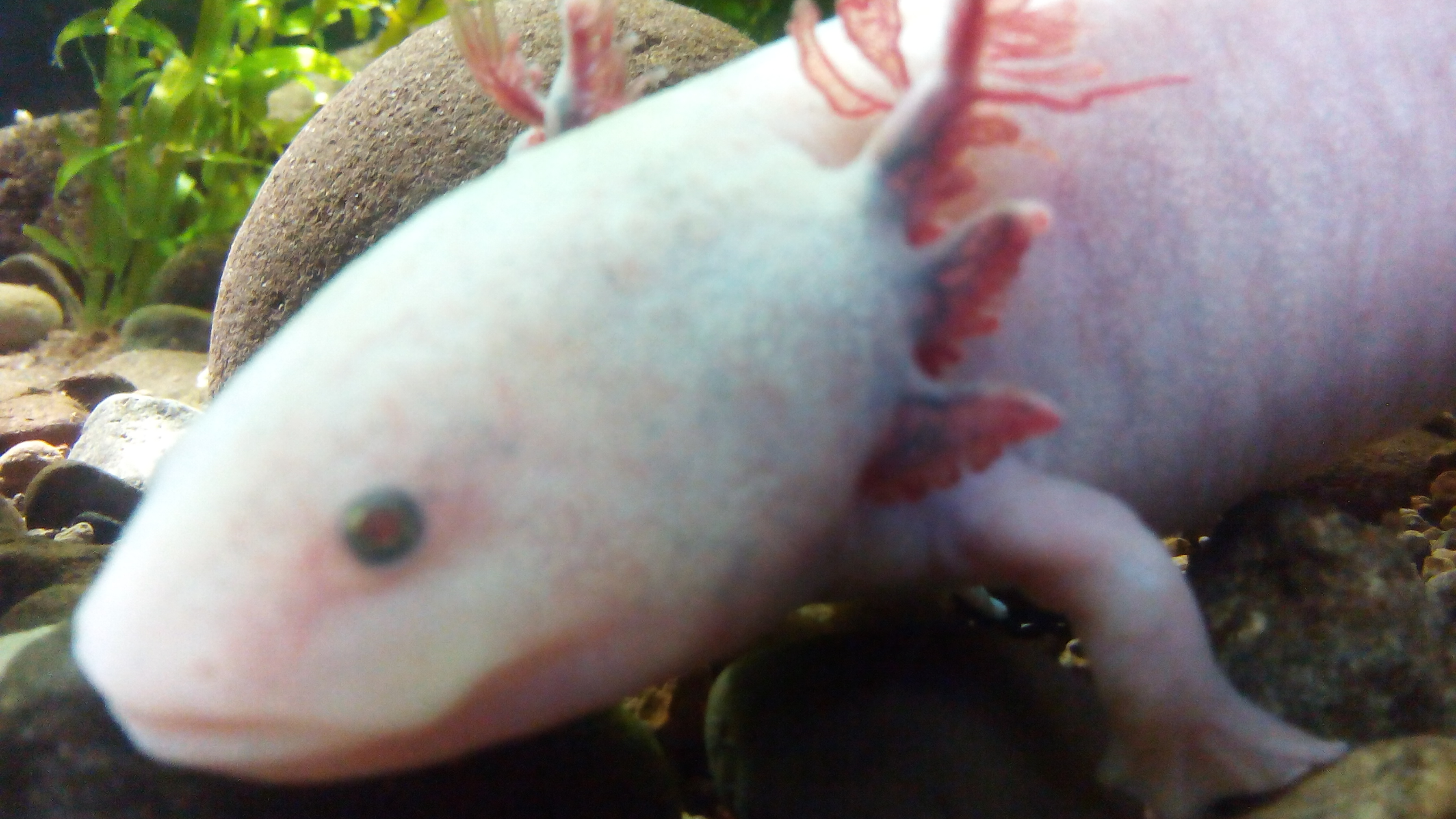
Ejemplar albino en cautiverio; estos tienen de color rojo sus branquias y ojos, además de poseer un color de piel claro.

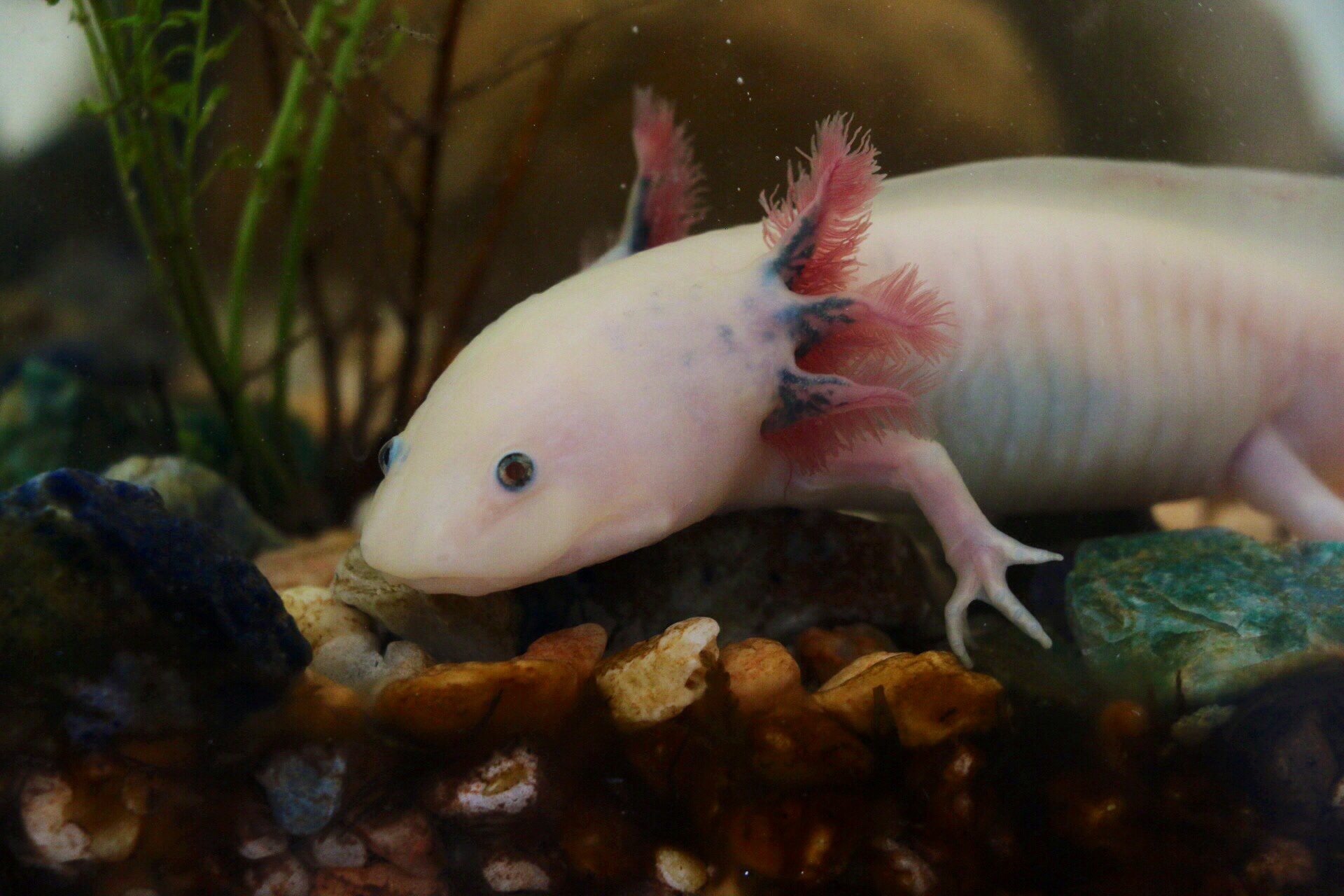
Individuo leucístico. Puede confundirse fácilmente con un individuo albino debido al color de su piel. No obstante, un ajolote albino tiene branquias y ojos de color rojo, mientras que un individuo leucístico solo tiene branquias de color rojo.

Los ajolotes tienen cuatro genes de pigmentación; cuando mutan crean diferentes variantes de color. Los ajolotes salvajes son normalmente de color marrón con un matiz verde oliva y manchas doradas. Los seis colores de ajolotes más comunes derivados de una mutación son los siguientes:
- Leucístico: rosa pálido con ojos negros, en algunas veces con un vientre matizado de azul.
- Leucístico sucio: leucístico con manchas oscuras; esto ocurre como método de camuflaje.
- Albino: rosa pálido a blanco con ojos rojos; es el color más común en los ajolotes, incluso más que en otras criaturas.
- Albino dorado: Albino matizado de dorado con ojos dorados.
- Axántico: gris o plata con ojos negros.
- Melanístico (o hipermelanístico): negro a azul oscuro sin motas doradas ni tono verde oliva.

Además, existe una amplia variabilidad individual en el tamaño, el número y la intensidad de las manchas doradas. Existen ejemplares con coloración modificada artificialmente como con la GFP.

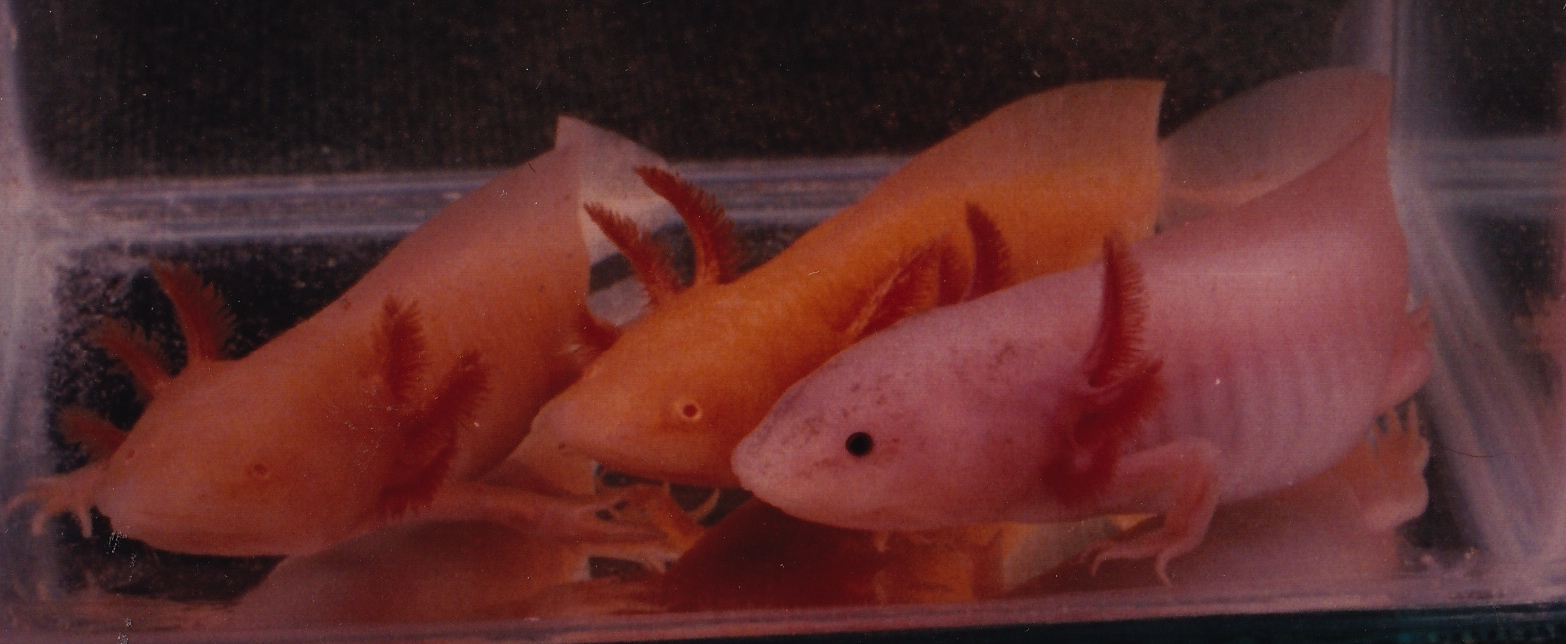
Un ejemplar homocigoto doble, con rasgos leucísticos y albinos-dorados (izquierda); el ejemplar del centro es albino dorado y el ejemplar de la derecha es leucístico.

Debido a que los criadores de mascotas con frecuencia cruzan las variantes de color, los ejemplares mutantes homocigotos dobles son comunes en el comercio, especialmente los ajolotes blancos/rosados con ojos rosados que son mutantes homocigotos dobles, que mantienen tanto el rasgo albino como el rasgo leucístico. Los ajolotes también tienen una cierta capacidad para alterar su color y así proporcionar un mejor camuflaje al cambiar el tamaño relativo y el grosor de sus melanóforos.

## Reproducción
Los ajolotes, que son criaturas solitarias, alcanzan la madurez sexual al año de edad y su época de desove en libertad se da en febrero. Los machos buscan a las hembras, posiblemente mediante feromonas, y bailan una danza de cortejo llamada "hula", sacudiendo la cola y la parte inferior del cuerpo, a la que la hembra responde propinando un golpe con el hocico.
A continuación, el macho deposita espermatóforos, o paquetes de esperma, en el suelo del lago, que la hembra recoge con su cloaca (una cavidad corporal) para luego fecundar sus huevos.
Las hembras pueden poner hasta mil huevos (aunque la media es de unos 300) sobre material vegetal o rocas, lo que las protege de los depredadores. Al cabo de dos semanas eclosionan y, sin necesidad de cuidados parentales, las larvas salen a nadar solas.
Hay una teoría que explica por qué los ajolotes no cambian de aspecto cuando son adultos. Como sus lagos natales nunca se secan, como ocurre con muchas otras masas de agua, los ajolotes no tuvieron que cambiar sus rasgos acuáticos (como la cola de renacuajo) por otros terrestres, como las patas.

### Capacidades regenerativas

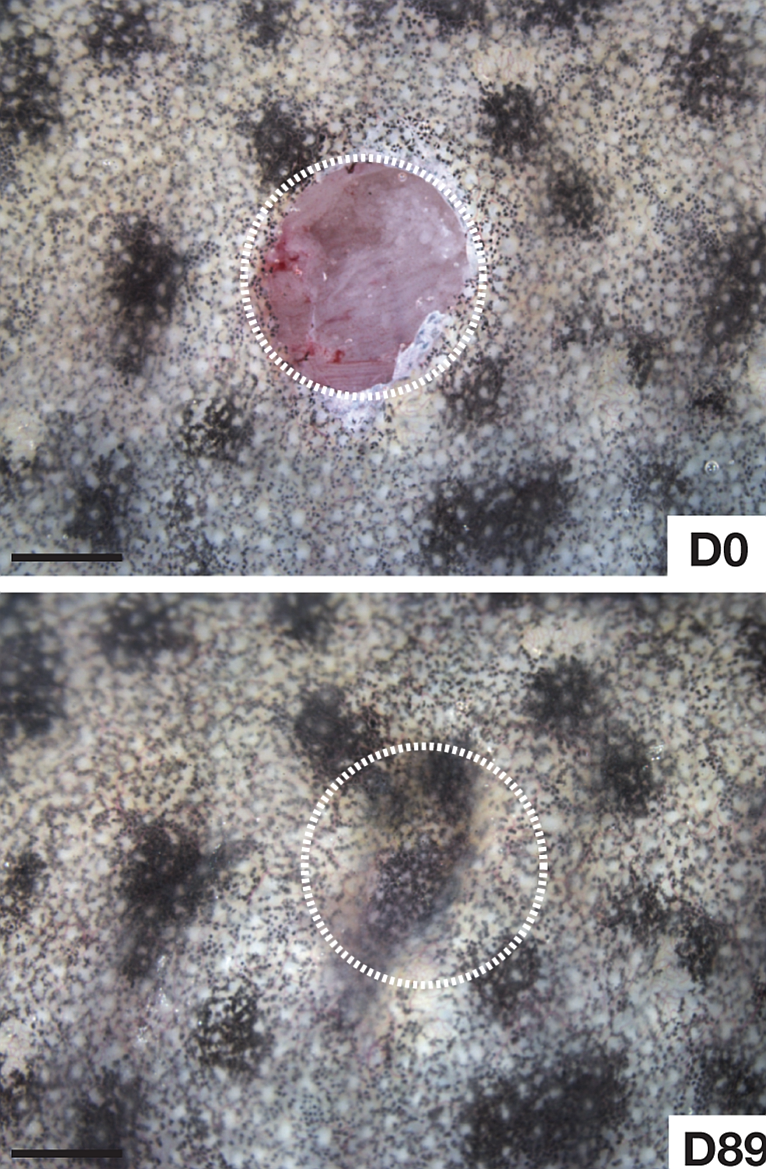
Curación de la piel del ajolote (dentro del círculo blanco). D0 (día 0): herida; D89 (día 89): piel curada, sin cicatriz.

La característica del ajolote que más llama la atención es su capacidad regenerativa; el ajolote no cicatriza y es capaz de regenerar extremidades perdidas enteras en un período de meses, y en ciertos casos, estructuras más vitales, como la cola, los miembros, el sistema nervioso central y tejidos del ojo y el corazón. Incluso pueden restaurar partes no vitales de sus cerebros. También pueden aceptar fácilmente trasplantes de otros individuos, incluidos ojos y partes del cerebro, restaurando estos órganos externos a su funcionalidad completa. En algunos casos, se sabe que los ajolotes, aparte de regenerar una extremidad dañada, pueden generar una adicional. Esto los hace atractivos para los dueños de mascotas como una novedad.
Los individuos que han pasado una metamorfosis por una situación de estrés, tienen una capacidad de regeneración muy disminuida. El ajolote se utiliza como modelo para el desarrollo de las extremidades en los vertebrados. Hay tres requisitos básicos para la regeneración de la extremidad. El epitelio de la herida, la señalización nerviosa y la presencia de células de los diferentes ejes de las extremidades. Las células forman rápidamente una epidermis para cubrir el sitio de la herida.
En el ajolote adulto la epidermis es pseudoestratificada y carece de un estrato córneo. Por encima del estrato germinativo, las células epiteliales se entremezclan con células de Leydig. La dermis contiene glándulas mucosas y granulares que están incrustadas dentro del estrato esponjoso, que es una red suelta de fibras de colágeno delgadas y fibroblastos que se encuentran por encima de un estrato compacto. En la extremidad cortada los días siguientes las células de la epidermis de la herida se dividen y crecen rápidamente formando un blastema, lo que significa que la herida está lista para sanar y sufrir un patrón para formar la nueva extremidad.
Se cree que durante la generación de extremidades o cola, los ajolotes tienen un sistema diferente para regular su nivel de macrófagos internos y suprimir la inflamación, ya que la cicatrización impide la curación y la regeneración adecuadas. Sin embargo, esta creencia ha sido cuestionada por otros estudios.

### Genoma
En 2018, se publicó la larga secuencia de 32 000 000 000 (treinta y dos mil millones) de pares de bases de ADN del genoma del ajolote, convirtiéndose, hasta entonces, en el animal con el genoma más grande completado. En el estudio se hallaron vías genéticas específicas que pueden ser responsables de la regeneración de las extremidades. Aunque el genoma del ajolote es unas 10 veces más grande que el genoma humano, codifica un número similar de proteínas, a saber, 23 251 (el genoma humano codifica unas 20 000 proteínas). La diferencia de tamaño se explica principalmente por una gran fracción de secuencias repetitivas, pero dichos elementos repetidos también contribuyen a aumentar el tamaño medio de los intrones (22 759 pb), que son 13, 16 y 25 veces mayores que los observados en humanos (1750 pb), ratones (1469 pb) y la especie de rana Nanorana parkeri (906 pb), respectivamente.

## Distribución y hábitat

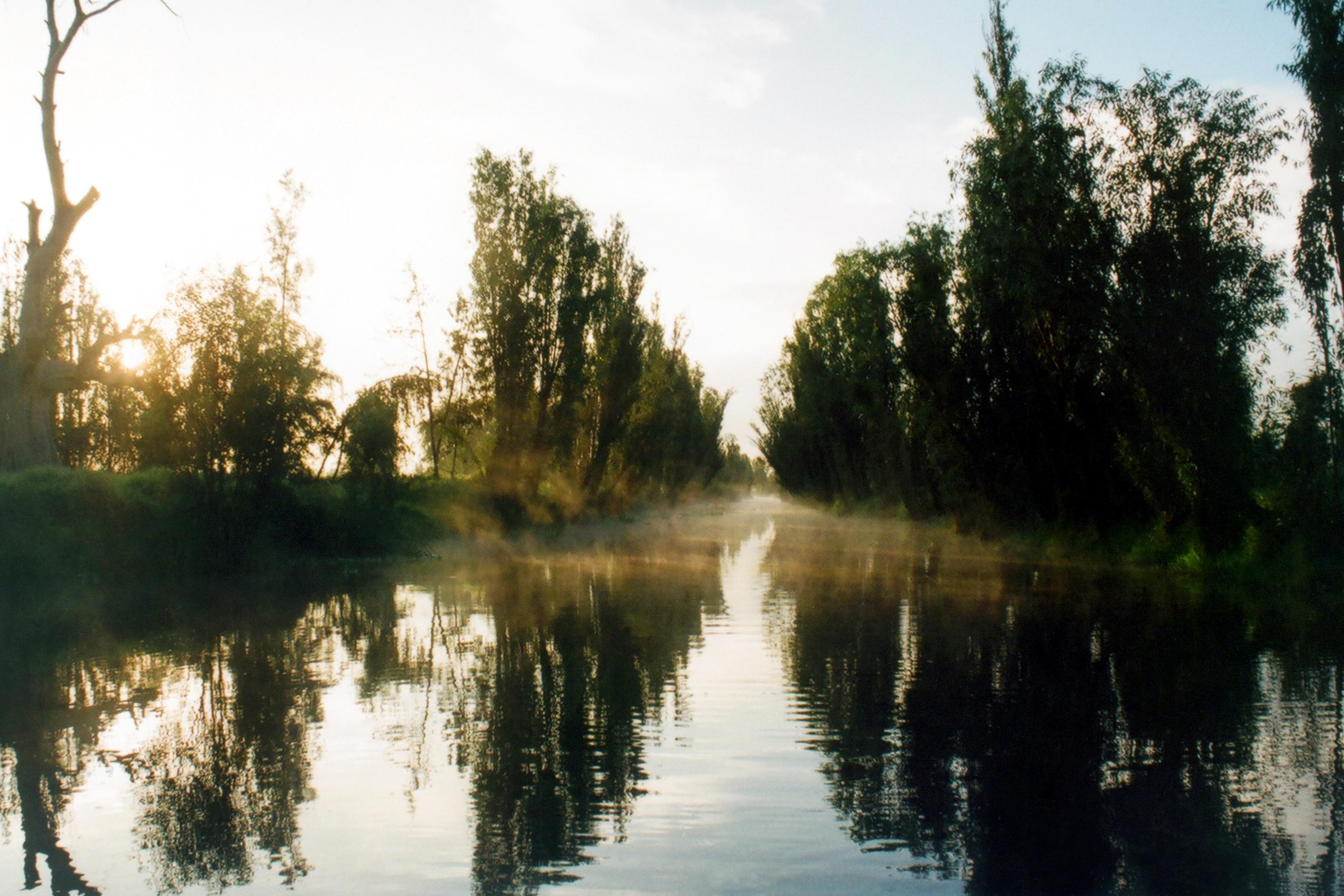
Amanecer en el lago de Xochimilco, Ciudad de México. El hábitat nativo de los ajolotes es importante para el estudio de la preservación y conservación.

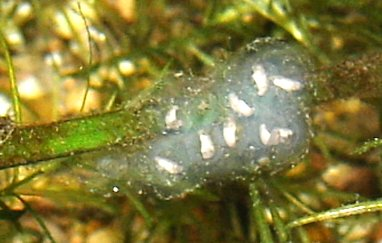
Huevos de ajolote.

El ajolote es nativo del Valle de México, más concretamente del sistema de canales de Xochimilco, en la Ciudad de México; antes de que sus poblaciones se vieran fuertemente disminuidas el ajolote se distribuía por todo el complejo lagunar del valle, incluyendo los lagos de Texcoco y Chalco, incluso por Tlaxcala, en el municipio de El Carmen Tequexquitla. El lago Chalco ya no existe, debido a que fue vaciado como medida de control de inundaciones, y el lago Xochimilco es hoy un residuo de lo que era antes, existiendo principalmente los canales. La temperatura del agua en Xochimilco rara vez sube por encima de los 20 °C, aunque puede caer a 6–7 °C en el invierno, y tal vez más bajo.
Las encuestas realizadas en 1998, 2003 y 2008 encontraron seis mil, mil y cien ajolotes por kilómetro cuadrado en su hábitat del lago Xochimilco, respectivamente. Sin embargo, en una búsqueda de cuatro meses en 2013 no encontraron individuos sobrevivientes en la naturaleza. Apenas un mes después, fueron avistados dos individuos salvajes en una red de canales que parten de Xochimilco.
Su hábitat son lagos o canales de aguas poco profundas con mucha vegetación acuática. Es una especie completamente acuática.

## Estado de conservación
El ajolote se encuentra en la categoría de peligro crítico de extinción respecto a su estado de conservación actual según la lista roja de la UICN. Sus poblaciones en libertad son muy pequeñas, y la principal causa de su reducción en años recientes es la grave degradación que ha sufrido su hábitat natural, principalmente a través de la contaminación, pero también por la introducción de especies de vertebrados (peces) que compiten o depredan al ajolote. Otras causas de su grave estado de conservación incluyen la sobreexplotación y captura como alimento, sus supuestos usos medicinales (no constatados), el comercio de mascotas y la quitridiomicosis ligada a reducciones de las poblaciones de anfibios a nivel mundial.
La desecación y contaminación de los sistemas de canales y lagos en las regiones de Xochimilco y Chalco, atribuida a la urbanización y al incremento de la actividad turística, representa la principal amenaza para la especie, según señala la Unión Internacional para la Conservación de la Naturaleza (UICN). Por su parte, un informe de la Secretaría de Medio Ambiente y Recursos Naturales (Semarnat) y la Comisión Nacional de Áreas Naturales Protegidas (Conanp) destaca que la introducción de especies exóticas, tanto de flora acuática como de peces, constituye una amenaza adicional para el ecosistema.

### Medidas de conservación
Las acciones de conservación se centran en la mejora del lago de Xochimilco, por un lado a través de la educación para la conservación del medio y por otro a través de incentivar el turismo ecológico, la puesta en marcha de trabajos de restauración del hábitat y la biorremediación.
Además, hay varias colonias de ajolotes mantenidas en cautiverio en todo el mundo, ya que la especie es utilizada en la investigación biomédica y fisiológica, así como en el comercio de mascotas. Algunas de estas colonias, como la mantenida en el Centro de Investigaciones Biológicas y Acuícolas de Cuemanco (CIBAC), de la Universidad Autónoma Metropolitana, tienen entre sus objetivos conservar la diversidad genética de la especie. Sin embargo, de momento la reintroducción no se recomienda, ya que primero hay que mitigar las amenazas en su medio natural; las enfermedades y los riesgos genéticos de las poblaciones silvestres y cautivas deben ser evaluadas.
Parte de las poblaciones de ajolote mexicano se encuentran protegidas dentro del Parque Ecológico de Xochimilco, que dentro de su plan de rescate incluye un proyecto para la conservación del ajolote. De manera complementaria, por iniciativa del Darwin Initiative Project del gobierno del Reino Unido, y con base en talleres técnicos en los que participaron diversos sectores de la sociedad, se elaboró un Plan de Acción Nacional para el Manejo y la Conservación del Ajolote en Xochimilco.

### Proyectos de conservación
Existen varios proyectos de conservación del ajolote, entre los que se incluyen los siguientes:
- Axolotitlán. El Museo Nacional del Ajolote es un proyecto que se inició en 2017 con el objetivo de preservar y difundir información sobre la importancia y rescate del ajolote[28]
- Santuario del Ajolote Planeta, Biodiversidad y Sociedad. Es un proyecto ubicado en la zona del lago de Xochimilco ideado para apoyar la preservación de especies endémicas en peligro de extinción de Xochimilco, incluidos los ajolotes.
- Umbral Axochiatl Xochimilco. Es un proyecto ubicado en una chinampa que trabaja para la reproducción y conservación del ajolote. El proyecto comenzó en 1995 y también protege especies como la rana negra, el acocil, el charal y el ahuejote.[29]
- Centro de Investigaciones Biológicas y Acuícolas de Cuemanco (CIBAC). Es un proyecto antaño perteneciente a la alcaldía y actualmente a la UAM, que busca la reproducción y conservación del ajolote.[1]

## En cautiverio

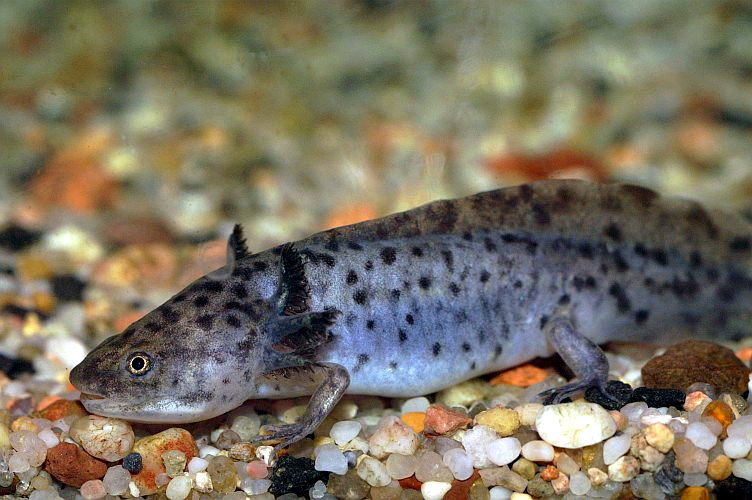
Ajolote axántico en cautiverio.

El mantenimiento en cautiverio del ajolote generalmente se hace en acuarios y requiere condiciones del agua, pH, filtración, temperatura, luz y alimentación que satisfagan sus necesidades al emular las que se encuentran en su medio natural. Dado que el ajolote está protegido por la NOM-059-SEMARNAT-2010 en México, se deben tramitar permisos para mantener a esta especie como mascota.

## Uso como organismo modelo

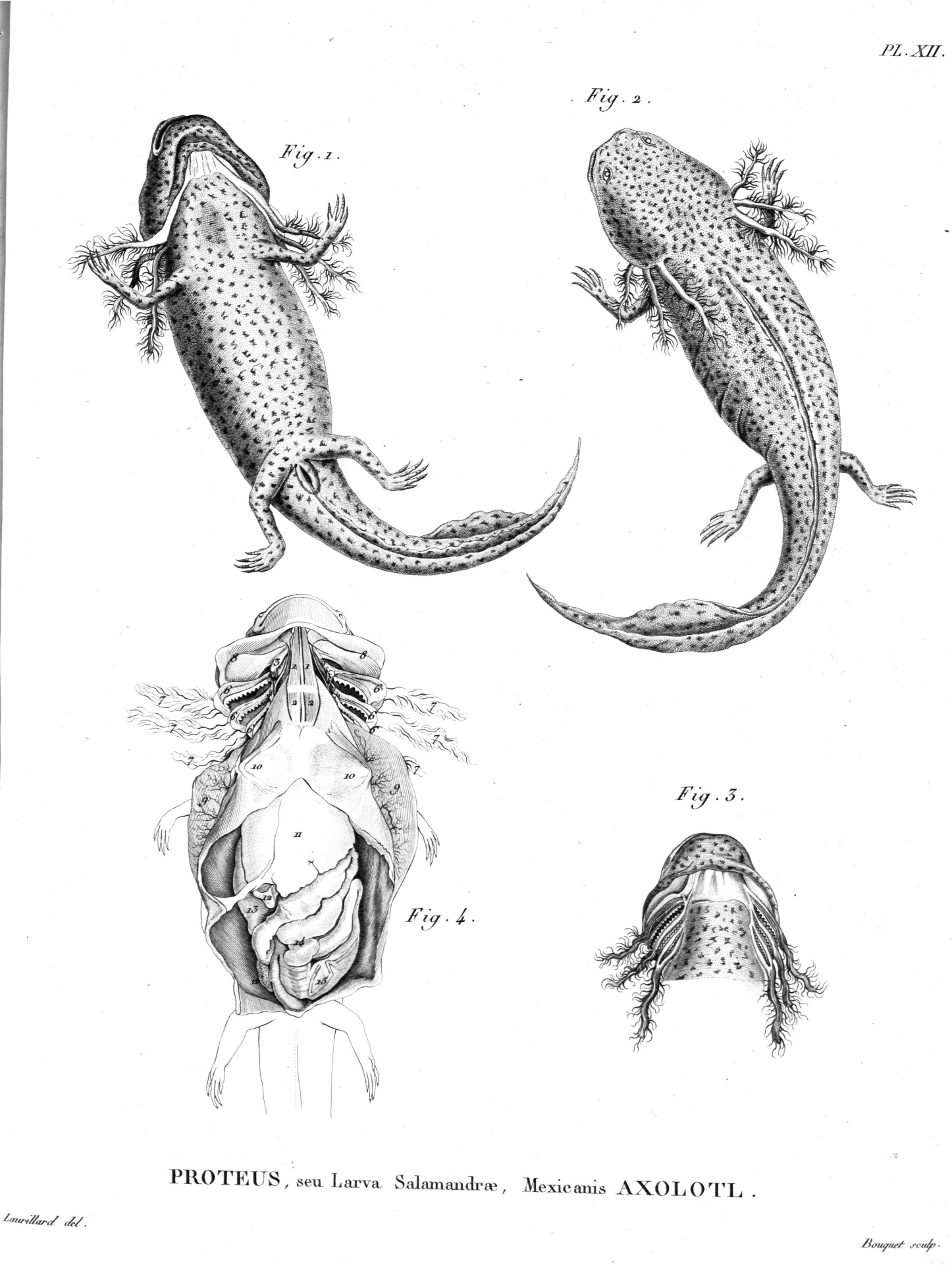
Anatomía de un ajolote en: "Anatomy-Ambystoma-mexicanum-Humboldt-Zoologie", t. 12, p. 252.

Vilem Laufberger, en Alemania, utilizó inyecciones de hormona tiroidea para inducir a un ajolote a desarrollarse como una salamandra terrestre. El experimento fue realizado también por el inglés Julian Huxley, quien no conocía los resultados de Laufberger, utilizando fragmentos molidos de hormona tiroidea. Desde entonces, los experimentos se llevan a cabo con inyecciones de yodo u hormonas tiroideas para inducir la metamorfosis.
Hoy en día, el ajolote se utiliza en la investigación como un organismo modelo y se cría en gran número en cautiverio. Son particularmente fáciles de reproducir, a diferencia de otras salamandras de la familia, que casi nunca se mantienen en cautiverio debido a las necesidades que implica su vida terrestre. Una característica atractiva de los ajolotes para la investigación es el gran tamaño y facilidad de manipulación de los embriones, que permiten ver el desarrollo completo de un vertebrado en el huevo.
Los ajolotes se utilizan en estudios sobre defectos cardíacos debido a la presencia de un gen mutante que causa falla cardíaca en los embriones. Ya que los embriones sobreviven casi a término a pesar de la carencia de la función del corazón, el defecto se puede observar con facilidad. 
El ajolote también se considera un modelo animal ideal para el estudio del cierre del tubo neural debido a las similitudes en la formación del tubo y placa neural entre humanos y ajolotes, en los que, a diferencia de las ranas, no se encuentran escondidos debajo de una capa de epitelio. También hay mutaciones que afectan a otros órganos, algunas bien caracterizadas y otras no tanto. La genética de las variaciones de color en los ajolotes también ha sido objetivo de estudio.

## El ajolote en la historia y cultura

### Mitología mexicana
El ajolote ha estado en la vida de los mexicanos desde la época de los aztecas. Según la mitología azteca, el ajolote (del náhuatl: atl ‘agua’ y xolotl ‘monstruo’; monstruo acuático), está relacionado con el dios Xólotl (el dios azteca del fuego y el rayo), hermano de Quetzalcóatl, agrega un documento de la Secretaría de Cultura y el Instituto Nacional de Antropología e Historia de México. Xólotl se encuentra asociado a la idea del movimiento y de la vida, de acuerdo con la leyenda del Quinto Sol.[cita requerida]
Por su parte, Fray Bernardino de Sahagún recoge la leyenda en la que Xólotl se negaba a morir, tratando de esconderse en las milpas y convirtiéndose en una planta de maíz de dos cañas o ajolote (xolotl). Pero fue descubierto por los demás dioses y continuó su huida, ahora tomando la forma de una penca doble o mexolote (de metl, maguey y xolotl). Finalmente, en su última huida, se introdujo en el agua, donde se transformó en un anfibio llamado axolotl (ajolote), que fue su última metamorfosis. Así Xólotl, el dios que se negaba a morir y que no pudo evitarlo, pasó a la historia por sus poderes de transformación.

### Uso como alimento
En su Historia general de las cosas de Nueva España, fray Bernardino de Sahagún describe el uso como alimento que se le daba al ajolote durante las fiestas a Xiuhtecuhtli, personificación del fuego:

En esta misma fiesta, los padres y madres de los niños cazaban unos culebras, otros ranas, otros peces que se llaman joviles ó lagartillos del agua, que se llaman axolotl, o aves, o cualquier otro animalejo, y éstos echábanlos en las brazas del hogar; y de que ya estaban tostados comíanlos los niños y decían, come cosas tostadas nuestro padre el fuego.

### Día Nacional del Ajolote
El Día Nacional del Ajolote se celebra en México cada 1 de febrero.
El bosque del ajolote en Puebla es un espacio para visitar en este estado mexicano.

## Venta ilegal
En México existe la venta ilegal de ajolotes, uno de los establecimientos que comercializa este tipo de anfibios es el Mercado Mixhuca, ubicado en la Ciudad de México.